# Tati (città)
Tati è una suddivisione dell'India, classificata come census town, di 10.496 abitanti, situata nel distretto di Ranchi, nello stato federato del Jharkhand. In base al numero di abitanti la città rientra nella classe IV (da 10.000 a 19.999 persone).

## Geografia fisica
La città è situata a 23° 22' 09 N e 85° 25' 54 E.

## Società

### Evoluzione demografica
Al censimento del 2001 la popolazione di Tati assommava a 10.496 persone, delle quali 5.710 maschi e 4.786 femmine. I bambini di età inferiore o uguale ai sei anni assommavano a 1.523, dei quali 828 maschi e 695 femmine. Infine, coloro che erano in grado di saper almeno leggere e scrivere erano 7.512, dei quali 4.553 maschi e 2.959 femmine.